# Щаников, Владимир Александрович
Владимир Александрович Щаников — помощник мастера Ленинградской ордена Октябрьской Революции прядильно-ткацкой фабрики «Рабочий», лауреат Государственной премии СССР за выдающиеся достижения в труде.

## Биография
Родился в 1929 году в Ленинграде, ткач в 3-м поколении. Член КПСС. Блокадник (эвакуирован 24.03.1942).
В 1947—1948 — третий помощник мастера текстильной фабрики «Рабочий».
В 1948—1952 — военнослужащий Советской Армии.
В 1952—1989 — помощник мастера Ленинградской ордена Октябрьской Революции прядильно-ткацкой фабрики «Рабочий».
В. А. Щаников одним из первых в отрасли начал  осваивать пневматические станки, за что был награжден бронзовой медалью ВДНХ, а на XVI съезде профсоюзов был удостоен знака отличника социалистического соревнования отрасли.
За совершенствование трудовых процессов, расширения зон обслуживания, совмещения профессий, внедрения передовых методов труда был в составе коллектива удостоен Государственной премии СССР за выдающиеся достижения в труде 1976 года.
Член Невского райкома КПСС, парткома фабрики, Ленинградского областного совета профсоюзов.
Жил в Санкт-Петербурге.

## Награды
- Орден Ленина (1974)
- Орден Трудового Красного Знамени (1971)